# Liste der Baudenkmale in Golßen
Die Liste der Baudenkmale in Golßen enthält alle Baudenkmale der brandenburgischen Stadt Golßen und ihrer Ortsteile. Grundlage ist die Landesdenkmalliste mit dem Stand vom 1. Januar 2025. Die Bodendenkmale sind in der Liste der Bodendenkmale in Golßen aufgeführt.

## Baudenkmale in den Ortsteilen
In den Spalten befinden sich folgende Informationen:
- ID-Nr.: Die Nummer wird vom Brandenburgischen Landesamt für Denkmalpflege vergeben. Ein Link hinter der Nummer führt zum Eintrag über das Denkmal in der Denkmaldatenbank. In dieser Spalte kann sich zusätzlich das Wort Wikidata befinden, der entsprechende Link führt zu Angaben zu diesem Denkmal bei Wikidata.
- Lage: die Adresse des Denkmales und die geographischen Koordinaten. Link zu einem Kartenansichtstool, um Koordinaten zu setzen. In der Kartenansicht sind Denkmale ohne Koordinaten mit einem roten beziehungsweise orangen Marker dargestellt und können in der Karte gesetzt werden. Denkmale ohne Bild sind mit einem blauen bzw. roten Marker gekennzeichnet, Denkmale mit Bild mit einem grünen beziehungsweise orangen Marker.
- Bezeichnung: Bezeichnung in den offiziellen Listen des Brandenburgischen Landesamtes für Denkmalpflege. Ein Link hinter der Bezeichnung führt zum Wikipedia-Artikel über das Denkmal.
- Beschreibung: die Beschreibung des Denkmales
- Bild: ein Bild des Denkmales und gegebenenfalls einen Link zu weiteren Fotos des Baudenkmals im Medienarchiv Wikimedia Commons

### Altgolßen
| ID-Nr.                           | Lage                 | Bezeichnung                                                    | Beschreibung | Bild                                                           |
| -------------------------------- | -------------------- | -------------------------------------------------------------- | --- | -------------------------------------------------------------- |
| 09140045                         | Dorfstraße (Lage)    | Dorfkirche mit Sandsteingrabmälern                             | Die Dorfkirche entstand Anfang des 14. Jahrhunderts auf einem Slawischen Burgwall. | weitere Bilder                                                 |
| 09140409                         | Dorfstraße (Lage)    | Grabmale des 18. bis Anfang 19. Jahrhunderts, auf dem Kirchhof | Auf dem der Kirche angrenzenden Friedhof stehen insgesamt 15 historische Grabdenkmäler aus Sandstein. Dort liegen Angehörige der Patronatsfamilien des Rittergutes Altgolßen aus den Jahren 1725 bis 1803 begraben. Der Förderkreis Alte Kirchen Berlin-Brandenburg bezeichnet diese Anordnung als „ein für das südliche Brandenburg(s) nahezu einmaliges Ensemble“ | Grabmale des 18. bis Anfang 19. Jahrhunderts, auf dem Kirchhof |
| 09141169 Teilobjekt zu: 09140409 | Dorfstraße (Lage)    | Epitaph                                                        | Das Epitaph befindet sich der Westwand in der Kirchenvorhalle. Gewidmet ist es für Eleonore Sophia von Sutterheim. | BW                                                             |
| 09141170 Teilobjekt zu: 09140409 | Dorfstraße (Lage)    | Epitaph                                                        | Das Epitaph befindet sich derwestlichen Außenwand der Kirchenvorhalle. Gewidmet ist es für Margaretha Ehrentruth von Langen. | BW                                                             |
| 09141171 Teilobjekt zu: 09140409 | Dorfstraße (Lage)    | Epitaph                                                        | Das Epitaph befindet sich an der südlichen Außenwand der Kirche. Gewidmet ist ein Hyppolite Sophie Lietzau. | BW                                                             |
| 09141172 Teilobjekt zu: 09140409 | Dorfstraße (Lage)    | Grabmal                                                        | Johanne Lowise Schmidt | BW                                                             |
| 09141173 Teilobjekt zu: 09140409 | Dorfstraße (Lage)    | Grabmal                                                        | Johanna Carolina Christiana Schneider | BW                                                             |
| 09141174 Teilobjekt zu: 09140409 | Dorfstraße (Lage)    | Grabmal                                                        | Ferdinand Moritz Haberkorn, Oberamts-Vizepräsident und Konsistorialdirektor | BW                                                             |
| 09141175 Teilobjekt zu: 09140409 | Dorfstraße (Lage)    | Grabmal                                                        | Christiane Gustaphe Elisabeth Haberkorn | BW                                                             |
| 09141176 Teilobjekt zu: 09140409 | Dorfstraße (Lage)    | Grabmal                                                        | Erdmuth Elisabeth Christine Juliane Haberkorn | BW                                                             |
| 09141177 Teilobjekt zu: 09140409 | Dorfstraße (Lage)    | Grabmal                                                        | Gewidmet Hans Ferdinand Moritz, Oberamtsregierungsrat | BW                                                             |
| 09141178 Teilobjekt zu: 09140409 | Dorfstraße (Lage)    | Grabmal                                                        | Das Garbmal ist Haberkorn, Johanna Christine, Oberamtsregierungsrat, kurfstl. sächs. Oberamtsregierungsrat gewidmet. | BW                                                             |
| 09140052                         | Neue Straße 7 (Lage) | Herrenhaus (Neues Gutshaus) mit Park                           | | Herrenhaus (Neues Gutshaus) mit Park                           |
| 09140843 Teilobjekt zu: 09140052 | Neue Straße 7 (Lage) | Park                                                           | | BW                                                             |

### Golßen
| ID-Nr.                           | Lage                                | Bezeichnung | Beschreibung | Bild                                                              |
| -------------------------------- | ----------------------------------- | --- | --- | ----------------------------------------------------------------- |
| 09140493                         | Bahnhofstraße 38 (Lage)             | Villa und Speichergebäude sowie Pflasterung des Hofs und Hauszugangs und straßenseitige Einfriedung | | weitere Bilder                                                    |
| 09140949 Teilobjekt zu: 09140493 | Bahnhofstraße 38 (Lage)             | Speicher & Remise | | BW                                                                |
| 09140948                         | Bahnhofstraße 39 (Lage)             | Villa mit Wirtschaftsgebäude, Taubenturm und straßenseitiger Einfriedung | | weitere Bilder                                                    |
| 09140960 Teilobjekt zu: 09140948 | Bahnhofstraße 39 (Lage)             | Taubenturm | Der Taubenturm befindet sich im Garten. Er wurde zwischen 1876 und 1890 erbaut. | BW                                                                |
| 09140961 Teilobjekt zu: 09140948 | Bahnhofstraße 39 (Lage)             | Wirtschaftsgebäude | Das Gebäude steht parallel zum Wohnhaus. | BW                                                                |
| 09140498                         | Berliner Straße, Schulstraße (Lage) | Preußische Distanzsäule | Die Distanzsäule steht auf dem Platz vor der Kirche. | weitere Bilder                                                    |
| 09140494                         | Friedensstraße 4, 5, 6 (Lage)       | Schlossanlage Golßen, bestehend aus Schloss, Park mit Erdkeller, klassizistischem Nebengebäude, Fontanadenkmal und Kriegerdenkmal; Wirtschaftshof mit Inspektoren- und Kutscherhaus, Pferdestall sowie Remise einschließlich der Begrenzungszäune bzw. -mauern mit den Torpfeilern der Schlosszufahrt | | weitere Bilder                                                    |
| 09140812 Teilobjekt zu: 09140494 | Friedensstraße 4, 5, 6 (Lage)       | Herrenhaus | Das Herrenhaus wurde um 1820 erbaut. | BW                                                                |
| 09141290 Teilobjekt zu: 09140494 | Friedensstraße 4, 5, 6 (Lage)       | Schlosspark | | BW                                                                |
| 09141291 Teilobjekt zu: 09140494 | Friedensstraße 6 (Lage)             | Grabmal | Das Grabmal aus Gusseisen im Schlosspark ist Amalie Sophie Henriette von Fontana gewidmet. Sie Starb im Jahr 1810. | Grabmal                                                           |
| 09140813 Teilobjekt zu: 09140494 | Friedensstraße 6 (Lage)             | Eiskeller | Der Eiskeller befindet sich im Schlosspark. | BW                                                                |
| 09140814 Teilobjekt zu: 09140494 | Friedensstraße 4, 5 (Lage)          | Wirtschaftshof | | BW                                                                |
| 09140815 Teilobjekt zu: 09140494 | Friedensstraße 4 (Lage)             | Inspektorenhaus & Kutscherhaus | | BW                                                                |
| 09140816 Teilobjekt zu: 09140494 | Friedensstraße 5 (Lage)             | Stall / Pferdestall | | BW                                                                |
| 09140817 Teilobjekt zu: 09140494 | Friedensstraße (Lage)               | Remise | Die Remise wurde 2015 oder 2016 abgerissen. | BW                                                                |
| 09140818 Teilobjekt zu: 09140494 | Friedensstraße 6 (Lage)             | Nebengebäude | Das Gebäude liegt auf der Höhe der Westfassade des Schlosses, am Nordrand des Schlossparks, und ist in die dortige Einfriedungsmauer eingebunden. Es ist ein eingeschossige Gebäude mit einem Satteldach.                   | BW                                                                |
| 09140819 Teilobjekt zu: 09140494 | Friedensstraße 6 (Lage)             | Kriegerdenkmal | Das Kriegerdenkmal befindet sich in der südlichen Parkhälfe. Es wurde im letzten Viertel des 19. Jahrhunderts aufgestellt. Es ist ein Obelisk aus Sandstein.                                                                | BW                                                                |
| 09140360                         | Gartenstraße 1 (Lage)               | Wohn- und Geschäftshaus mit Hofgebäuden | | weitere Bilder                                                    |
| 09140495                         | Hauptstraße 41 (Lage)               | Rathaus | | weitere Bilder                                                    |
| 09140496                         | Lübbener Straße 14, 14a (Lage)      | Mehrfamilien-Insthaus, bestehend aus älterem und jüngerem Bauteil | | Mehrfamilien-Insthaus, bestehend aus älterem und jüngerem Bauteil |
| 09140583                         | Luckauer Straße 15 (Lage)           | Grabstätte Familie Schumann, auf dem Friedhof | | Grabstätte Familie Schumann, auf dem Friedhof                     |
| 09140492                         | Markt 7 (Lage)                      | Innenausstattung der Offizin der Adler-Apotheke | | Innenausstattung der Offizin der Adler-Apotheke                   |
| 09140497                         | Schulstraße 14 (Lage)               | Pfarrkirche mit Ölgemälde von Lucas Cranach den Jüngeren (1568) | Die evangelische Kirche wurde von 1811 bis 1820 nach Plänen des Baurats Colberg erbaut. Der Turm wurde 1845 hinzugefügt. Die Ausstattung ist aus der Bauzeit. Die Tafelbilder aus dem Jahr 1586 befinden sich im Pfarrhaus. | weitere Bilder                                                    |

### Mahlsdorf
| ID-Nr.   | Lage                | Bezeichnung | Beschreibung | Bild           |
| -------- | ------------------- | ----------- | --- | -------------- |
| 09140186 | Mahlsdorf 40 (Lage) | Dorfkirche  | Die Dorfkirche ist eine neoromanische Saalkirche aus den Jahren 1897/1899. Im Innenraum befindet sich eine bauzeitliche Ausstattung sowie eine einfache Ausmalung im neoromanischen Stil. | weitere Bilder |

### Sagritz
| ID-Nr.   | Lage                 | Bezeichnung | Beschreibung | Bild           |
| -------- | -------------------- | --- | ------------ | -------------- |
| 09140666 | Am Fließ 10 (Lage)   | Scheune mit Stallteil |              | weitere Bilder |
| 09140514 | Kanow-Mühle 1 (Lage) | Mühlengehöft „Kanow-Mühle“ mit Wassermühle einschließlich Turbinenhaus mit angebautem Müllerwohnhaus, Scheune, Stallgebäude, Kunstteich mit Stauanlage und Erdkeller mit portalartigem Eingang |              | weitere Bilder |

### Zützen
| ID-Nr.                           | Lage                  | Bezeichnung                                                                                            | Beschreibung                                                         | Bild                                                                             |
| -------------------------------- | --------------------- | --- | -------------------------------------------------------------------- | -------------------------------------------------------------------------------- |
| 09140475                         | Am Gutshof 1 (Lage)   | Orangerie                                                                                              |                                                                      | weitere Bilder                                                                   |
| 09140326                         | Bundesstraße 6 (Lage) | Försterei Zützen, bestehend aus Wohn- und Dienstgebäude sowie Wirtschaftsgebäude                       |                                                                      | Försterei Zützen, bestehend aus Wohn- und Dienstgebäude sowie Wirtschaftsgebäude |
| 09141118 Teilobjekt zu: 09140326 | Bundesstraße 6 (Lage) | Wirtschaftsgebäude                                                                                     |                                                                      | BW                                                                               |
| 09140325                         | Dorfanger 18 (Lage)   | Dorfkirche und Kirchhof mit Kirchhofmauer, Grabmalen, Familiengrabanlage von Kleist und Kriegerdenkmal |                                                                      | weitere Bilder                                                                   |
| 09140880 Teilobjekt zu: 09140325 | Dorfanger 18 (Lage)   | Kirchhof                                                                                               |                                                                      | BW                                                                               |
| 09141348 Teilobjekt zu: 09140325 | Dorfanger 18 (Lage)   | Grabmal                                                                                                |                                                                      | BW                                                                               |
| 09141349 Teilobjekt zu: 09140325 | Dorfanger 18 (Lage)   | Grabmal                                                                                                |                                                                      | Grabmal                                                                          |
| 09141350 Teilobjekt zu: 09140325 | Dorfanger 18 (Lage)   | Grabmal                                                                                                | Gewidmet ist das Grabkreuz aus Gusseisen Emilie Louise Auguste Zehe. | Grabmal                                                                          |
| 09141351 Teilobjekt zu: 09140325 | Dorfanger 18 (Lage)   | Erbbegräbnis                                                                                           | Das Begräbnis befindet sich nördlich des Kirchturms.                 | Erbbegräbnis                                                                     |
| 09140879 Teilobjekt zu: 09140325 | Dorfanger 18 (Lage)   | Kriegerdenkmal                                                                                         | Das Denkmal befindet sich östlich der Kirche.                        | BW                                                                               |
| 09140945                         | Dorfanger 20 (Lage)   | Dorfschule und Wirtschaftsgebäude                                                                      |                                                                      | weitere Bilder                                                                   |
| 09140946 Teilobjekt zu: 09140945 | Dorfanger 20 (Lage)   | Stall & Wirtschafsgebäude                                                                              |                                                                      | BW                                                                               |
| 09140327                         | Villaweg 3, 3a (Lage) | Wohnhaus, „Villa“ in ihrer Außengestaltung mit Treppenhaus und Treppenhauslaterne                      |                                                                      | weitere Bilder                                                                   |

## Ehemalige Baudenkmale
| ID-Nr. | Lage             | Bezeichnung                 | Beschreibung | Bild |
| ------ | ---------------- | --------------------------- | ------------ | ---- |
|        | Mahlsdorf (Lage) | Backofen, auf dem Dorfplatz |              | BW   |